# Football Club féminin Hénin-Beaumont
 (juillet 2017).
Si vous disposez d'ouvrages ou d'articles de référence ou si vous connaissez des sites web de qualité traitant du thème abordé ici, merci de compléter l'article en donnant les références utiles à sa vérifiabilité et en les liant à la section « Notes et références ».
Maillots
Le Football Club féminin Hénin-Beaumont est un club français de football féminin basé à Hénin-Beaumont et fondé en 1972. 
Les Héninoises atteignent pour la première fois de leur histoire la Division 1 en 1978, après six années passées au sein de la Ligue du Nord-Pas-de-Calais. Le club se placent alors rapidement comme un outsider sérieux au titre dans les années 1980, mais n'arrivant pas à décrocher de titre et ce malgré deux finales de championnat jouées. Après un déclin au début des années 1990, qui voit le club quitter la première division, les Héninoises se relance en 2003 en décrochant le titre championne de France de seconde division. De retour dans l'élite, le club s'installe dans le ventre mou du classement jusqu'en 2012 où les supporteurs connaissent une nouvelle désillusion à la suite de la relégation du club.
L'équipe fanion du club, entrainée par Yannick Ansart, participe au championnat de deuxième division après sa relégation à l'issue de la saison précédente et évolue au stade Octave-Birembaut. Il en descend à l'issue de la saison 2015-2016.

## Histoire
Le Football Club féminin Hénin-Beaumont est un club français de football féminin basé à Hénin-Beaumont et fondé en 1972. 
Les Héninoises atteignent pour la première fois de leur histoire la Division 1 en 1978, après six années passées au sein de la Ligue du Nord-Pas-de-Calais. Le club se placent alors rapidement comme un outsider sérieux au titre dans les années 1980, mais n'arrivant pas à décrocher de titre et ce malgré deux finales de championnat jouées. Après un déclin au début des années 1990, qui voit le club quitter la première division, les Héninoises se relance en 2003 en décrochant le titre championne de France de seconde division. De retour dans l'élite, le club s'installe dans le ventre mou du classement jusqu'en 2012 où les supporteurs connaissent une nouvelle désillusion à la suite de la relégation du club.
L'équipe fanion du club, entrainée par Yannick Ansart, participe au championnat de deuxième division après sa relégation à l'issue de la saison précédente et évolue au stade Octave-Birembaut.

## Palmarès
Le palmarès du FCF Hénin-Beaumont comporte un championnat de France de seconde division ainsi qu'un championnat d'Artois et un championnat du Nord-Pas-de-Calais.
Le tableau suivant liste le palmarès du club actualisé à l'issue de la saison 2011-2012 dans les différentes compétitions officielles au niveau national et régional.
| Compétitions nationales | Compétitions régionales                                                                              |
| - Championnat de France - Vice-champion : 1983, 1988. - Championnat de France de D2 (2) - Champion : 2003, 2013. - Coupe de France - Demi-finale : 2017 | - Championnat d'Artois - Champion : 1974. - Division d'Honneur Nord-Pas-de-Calais - Champion : 1978. |

## Bilan saison par saison
Le tableau suivant retrace le parcours du club depuis la création du championnat de Division 1.
| Édition   | Division 1     | Division 2                   | Division 3             | Divisions Régionales        | Coupe de France   |
| 1974-1975 | -              | Championnat inexistant       | Championnat inexistant | -                           | Coupe inexistante |
| 1975-1976 | -              | Championnat inexistant       | Championnat inexistant | -                           | Coupe inexistante |
| 1976-1977 | -              | Championnat inexistant       | Championnat inexistant | -                           | Coupe inexistante |
| 1977-1978 | -              | Championnat inexistant       | Championnat inexistant | -                           | Coupe inexistante |
| 1978-1979 | 1/4 de finale  | Championnat inexistant       | Championnat inexistant | -                           | Coupe inexistante |
| 1979-1980 | Premier Tour   | Championnat inexistant       | Championnat inexistant | -                           | Coupe inexistante |
| 1980-1981 | Premier Tour   | Championnat inexistant       | Championnat inexistant | -                           | Coupe inexistante |
| 1981-1982 | Premier Tour   | Championnat inexistant       | Championnat inexistant | -                           | Coupe inexistante |
| 1982-1983 | Finaliste      | -                            | Championnat inexistant | -                           | Coupe inexistante |
| 1983-1984 | Demi-finaliste | -                            | Championnat inexistant | -                           | Coupe inexistante |
| 1984-1985 | Demi-finaliste | -                            | Championnat inexistant | -                           | Coupe inexistante |
| 1985-1986 | 4e (Gr. A)     | -                            | Championnat inexistant | -                           | Coupe inexistante |
| 1986-1987 | 2e (Gr. A)     | Championnat inexistant       | Championnat inexistant | -                           | Coupe inexistante |
| 1987-1988 | Finaliste      | Championnat inexistant       | Championnat inexistant | -                           | Coupe inexistante |
| 1988-1989 | 1/4 de finale  | Championnat inexistant       | Championnat inexistant | -                           | Coupe inexistante |
| 1989-1990 | 4e (Gr. C)     | Championnat inexistant       | Championnat inexistant | -                           | Coupe inexistante |
| 1990-1991 | 1/4 de finale  | Championnat inexistant       | Championnat inexistant | -                           | Coupe inexistante |
| 1991-1992 | Demi-finaliste | Championnat inexistant       | Championnat inexistant | -                           | Coupe inexistante |
| 1992-1993 | 4e             | -                            | Championnat inexistant | -                           | Coupe inexistante |
| 1993-1994 | 5e             | -                            | Championnat inexistant | -                           | Coupe inexistante |
| 1994-1995 | 5e             | -                            | Championnat inexistant | -                           | Coupe inexistante |
| 1995-1996 | 11e            | -                            | Championnat inexistant | -                           | Coupe inexistante |
| 1996-1997 | -              | 2e (Gr. A)                   | Championnat inexistant | -                           | Coupe inexistante |
| 1997-1998 | -              | 3e (Gr. A)                   | Championnat inexistant | -                           | Coupe inexistante |
| 1998-1999 | -              | 4e (Gr. A)                   | Championnat inexistant | -                           | Coupe inexistante |
| 1999-2000 | -              | 3e (Gr. A)                   | Championnat inexistant | -                           | Coupe inexistante |
| 2000-2001 | -              | 4e (Gr. A)                   | Championnat inexistant | -                           | Coupe inexistante |
| 2001-2002 | -              | 3e (Gr. A)                   | Championnat inexistant | -                           | 16e de finale     |
| 2002-2003 | -              | 1er (Gr. A) 1er (Tour Final) | -                      | -                           | 8e de finale      |
| 2003-2004 | 7e             | -                            | -                      | -                           | 8e de finale      |
| 2004-2005 | 7e             | -                            | -                      | -                           | 16e de finale     |
| 2005-2006 | 7e             | -                            | -                      | -                           | 1/4 de finale     |
| 2006-2007 | 10e            | -                            | -                      | -                           | 1/4 de finale     |
| 2007-2008 | 9e             | -                            | -                      | -                           | 16e de finale     |
| 2008-2009 | 4e             | -                            | -                      | -                           | 16e de finale     |
| 2009-2010 | 7e             | -                            | -                      | -                           | 1/4 de finale     |
| 2010-2011 | 7e             | -                            | Championnat inexistant | -                           | 8e de finale      |
| 2011-2012 | 10e            | -                            | Championnat inexistant | -                           | 16e de finale     |
| 2012-2013 | -              | 1er (Gr. A)                  | Championnat inexistant | -                           | 1/4 de finale     |
| 2013-2014 | 10e            | -                            | Championnat inexistant | -                           | 8e de finale      |
| 2014-2015 | -              | 2e (Gr. A)                   | Championnat inexistant | -                           | 16e de finale     |
| 2015-2016 | -              | 8e (Gr. A)                   | Championnat inexistant | -                           | 16e de finale     |
| 2016-2017 | -              | -                            | Championnat inexistant | (Championnat interrégional) | 1/2 finale        |

## Organigramme
- Président : Dorothée Degor
- Vice Président : Christophe Leleu
- Secrétaire : Denis Rajski
- Secrétaire Adjoint :
- Trésorier : Sebastien Degor
- Trésorier Adjoint : Helene Claeys
- Relations Exterieures :
- Événementiel : Bigo Karine.
- Intendant : Fabrice Saint Maxent
- Responsable sécurité : David Wambre
- Responsable école de Foot : Gwenaelle Devleschauwer
- Entraineur : Alain Delory

## Sponsoring
Équipementier : Kipcom
Sponsors : 
- Ville de Hénin-Beaumont
- Communauté d'agglomération Hénin-Carvin (CAHC)
- Conseil départemental
- Conseil régional
- Fédération française de football
- Footsal Arras
- Pro and Propre
- Réservoir TP seclin

## Personnages emblématiques du club

### Présidents
- Michel Houvenaeghel
- Pascal Schepers
- Alain Chedouba
- Jacques Acloque

### Joueuses emblématiques d'hier et d'aujourd'hui
- Sandrine Capy (16 sélections en équipe de France, dont la participation à la Coupe du monde 2003)
- Amélie Coquet (Internationale A)
- Amandine Henry (Internationale A)
- Julie Soyer (Internationale A)
- Pauline Crammer (Internationale A)
- Séverine Goulois (Internationale A)
- Évelyne Golawski (Internationale A)